# Суесиони
Суесионите (на латински: Suessiones) са келтско племе от групата на белгите, населявало през 1 век пр.н.е. територията между реките Уаза и Марна в североизточна Галия, около днешния град Соасон. През 57 г. пр.н.е. земите им са завладени от Юлий Цезар.
В своите „Записки за Галската война“, Цезар отбелязва, че начело на суесионите е Галба, и по това време все още е жив споменът за вожда им Дивициак, който е бил пълновластен господар не само на повечето белги, но и на части от Британия.
Сеченето на монети от белгите се появява в Британия първоначално в средата на 2 век пр.н.е. Те са наречени тип „Гало-белгски А“. Монети, свързани с Дивициак, се появяват между 90 и 60 г. пр.н.е. и са категоризирани като „Гало-белгски C“. Техни находки има от Съсекс до Уош, като са групирани най-вече в дн. Кент. По-късна монета („Гало-белгска F“) се появява ок. 60-50 г. пр.н.е., като находките ѝ са концентрирани край дн. Париж, по земите на суесионите и крайбрежието на Британия. Това кара учените да смятат, че през второто и първото столетие пр.н.е. суесионите са водили оживена търговия с острова и са извършили миграция в Британия, предшестваща завоюването ѝ от римляните. 
Селището Новиодунум, споменато от Цезар като тяхна столица, е днешният Соасон в Пикардия. Градът е и столица на Соасонското кралство на Меровингите, от 511 до 613 г.
|  | Тази страница частично или изцяло представлява превод на страницата Suessiones в Уикипедия на английски. Оригиналният текст, както и този превод, са защитени от Лиценза „Криейтив Комънс – Признание – Споделяне на споделеното“, а за съдържание, създадено преди юни 2009 година – от Лиценза за свободна документация на ГНУ. Прегледайте историята на редакциите на оригиналната страница, както и на преводната страница, за да видите списъка на съавторите. ВАЖНО: Този шаблон се отнася единствено до авторските права върху съдържанието на статията. Добавянето му не отменя изискването да се посочват конкретни източници на твърденията, които да бъдат благонадеждни. |